# Saint-Martin-de-Bossenay
Saint-Martin-de-Bossenay és un municipi francès situat al departament de l'Aube i a la regió del Gran Est. L'any 2007 tenia 379 habitants.

## Demografia

### Població
El 2007 la població de fet de Saint-Martin-de-Bossenay era de 379 persones. Hi havia 148 famílies de les quals 36 eren unipersonals (8 homes vivint sols i 28 dones vivint soles), 48 parelles sense fills, 60 parelles amb fills i 4 famílies monoparentals amb fills.
La població ha evolucionat segons el següent gràfic:
Habitants censats

### Habitatges
El 2007 hi havia 175 habitatges, 151 eren l'habitatge principal de la família, 15 eren segones residències i 9 estaven desocupats. 171 eren cases i 3 eren apartaments. Dels 151 habitatges principals, 124 estaven ocupats pels seus propietaris, 23 estaven llogats i ocupats pels llogaters i 4 estaven cedits a títol gratuït; 3 tenien dues cambres, 16 en tenien tres, 44 en tenien quatre i 88 en tenien cinc o més. 131 habitatges disposaven pel capbaix d'una plaça de pàrquing. A 72 habitatges hi havia un automòbil i a 69 n'hi havia dos o més.

### Piràmide de població
La piràmide de població per edats i sexe el 2009 era:
| Homes | Edats   | Dones |
| ----- | ------- | ----- |
| 0     | 95 o +  | 0     |
| 0     | 90 a 94 | 0     |
| 0     | 85 a 89 | 12    |
| 4     | 80 a 84 | 0     |
| 12    | 75 a 79 | 8     |
| 4     | 70 a 74 | 4     |
| 16    | 65 a 69 | 12    |
| 4     | 60 a 64 | 20    |
| 8     | 55 a 59 | 0     |
| 4     | 50 a 54 | 16    |
| 16    | 45 a 49 | 8     |
| 12    | 40 a 44 | 16    |
| 0     | 35 a 39 | 4     |
| 8     | 30 a 34 | 0     |
| 4     | 25 a 29 | 20    |
| 16    | 20 a 24 | 8     |
| 8     | 15 a 19 | 4     |
| 8     | 10 a 14 | 0     |
| 4     | 5 a 9   | 4     |
| 4     | 0 a 4   | 4     |

## Economia
El 2007 la població en edat de treballar era de 234 persones, 170 eren actives i 64 eren inactives. De les 170 persones actives 155 estaven ocupades (83 homes i 72 dones) i 15 estaven aturades (7 homes i 8 dones). De les 64 persones inactives 18 estaven jubilades, 28 estaven estudiant i 18 estaven classificades com a «altres inactius».

### Ingressos
El 2009 a Saint-Martin-de-Bossenay hi havia 151 unitats fiscals que integraven 377 persones, la mediana anual d'ingressos fiscals per persona era de 17.806 €.

### Activitats econòmiques
Dels 13 establiments que hi havia el 2007, 1 era d'una empresa alimentària, 4 d'empreses de construcció, 2 d'empreses de comerç i reparació d'automòbils, 1 d'una empresa d'hostatgeria i restauració, 3 d'empreses de serveis i 2 d'empreses classificades com a «altres activitats de serveis».
Dels 5 establiments de servei als particulars que hi havia el 2009, 2 eren paletes, 1 guixaire pintor, 1 fusteria i 1 restaurant.
L'únic establiment comercial que hi havia el 2009 era una fleca.
L'any 2000 a Saint-Martin-de-Bossenay hi havia 13 explotacions agrícoles que ocupaven un total de 1.386 hectàrees.

## Equipaments sanitaris i escolars
El 2009 hi havia una escola maternal integrada dins d'un grup escolar amb les comunes properes formant una escola dispersa.

## Poblacions més properes
El següent diagrama mostra les poblacions més properes.